# ノーテルネットワークス
ノーテルネットワークス（英: Nortel Networks Corporation）は、かつて存在した電気通信装置製造の多国籍企業である。キャリア・ネットワーク、メトロ・イーサネット・ネットワーク、エンタープライズ向けの通信機器企業としてシスコシステムズに次ぐシェアを2009年10月時点で維持していた。本社はカナダのトロント。通称はノーテル (Nortel)。
1990年代当時は電話交換機のメーカーとして知られたが、1990年代末にIPネットワーク機器メーカーへのシフトを加速し、1998年にIP機器メーカーのベイ・ネットワークスを買収したことにより、社名を「ノーザン・テレコム」から「ノーテル」に変更する。ITバブル期には売上規模が急拡大し、2000年にはルーセントを抜いて売上高で世界最大の通信機器企業となり、カナダの全上場企業の時価総額を合計した内の1/3を占めるまでになったが、2001年のITバブル崩壊とともに経営が悪化。2008年の世界金融危機がとどめとなり2009年に破綻を申請。負債総額38億ドルという、カナダの歴史上で最大の経営破たんとなった。カナダのチャプター11に相当する企業債権者調整法に基づき、一部事業を売却するなどして事業清算手続を行っていたが、再建はならず、2013年に倒産した。2016年までに残った資産が解体され消滅した。

## 歴史
1895年、カナダ・ベル電話会社（ベル・カナダ）は製造部門をスピンオフし電話機や警察向けの電話ボックス、消防署向けの火災通報ボックスなどを広く販売させることとし、ノーザン・エレクトリック＆マニュファクチャリング社（Northern Electric and Manufacturing Company Limited）を発足させた。1900年、同社は蓄音機の製造を手がけるようになった。1913年、本社と工場がモントリオールに建設された。1914年、同社はインペリアル・ケーブル (Imperial Cable) と合併し、ノーザンエレクトリック (Northern Electric) となった。これにより同社は、ベル・カナダとアメリカ合衆国のウェスタン・エレクトリックの共同所有となった。第一次世界大戦までに、ノーザンエレクトリックはカナダにおけるウェスタン・エレクトリックの製品の主要ディストリビューターとなった。
1922年、ノーザンエレクトリックはラジオの製造を開始した。1928年、同社はモントリオールにある劇場向けにイギリス帝国内で初のトーキーシステムを製造した。1949年、アメリカでの反トラスト法問題により、AT&T / ウェスタン・エレクトリックは所有する ノーザンエレクトリックの株をベル・カナダに売却せざるを得なくなった。ウェスタン・エレクトリックとの関係を絶たれ、ノーザンエレクトリックは独自の製品開発を開始した。1953年、RCA 製のブラウン管を使って、初のテレビ受像機を製造した。ベル・カナダは1964年にはノーザンエレクトリックの株を100%所有していたが、1973年ごろから株式を徐々に売却し始めた。ただし、その後もベル・カナダは大株主として影響を与え続けることとなった。
1966年、ノーザンエレクトリックの研究所では光ファイバーの可能性を模索しはじめ、1969年、デジタル化された電話通信について研究を開始した。また、同じく1969年、交換機をアメリカ市場に輸出し始めた。1969年、アメリカ国内（ミシガン州）に初の工場を建設。1975年、初のデジタル交換機を出荷した。
1976年、同社は社名をノーザンテレコム (Northern Telecom Limited) とし、今後、デジタル技術を中心として事業展開していくことを発表した。
1983年、規制緩和により、ベル・カナダとノーザンテレコムの親会社としてベル・カナダ・エンタープライジズ（Bell Canada Enterprises、略称BCE）が設立された。また、ベル・カナダとノーザンテレコムの50%ずつの出資でベル・ノーザン・リサーチ (Bell-Northern Research) が設立された。これら3社でグループを形成していた。
1995年、100周年を期にノーテルという略称を使い始めた同社は、世界的に急成長するネットワーク市場を支配することを目標とした。
1998年、ベイ・ネットワークス (Bay Networks) を買収し、同社は社名をノーテルネットワークス (Nortel Networks) とした。また、この買収の際の株式操作により、ノーテルはベル・カナダの支配から抜けることになった。2000年、ベル・カナダはノーテル株を全て放出した。ベル・ノーザン・リサーチは徐々にノーテルに吸収され、最終的に完全子会社となった。
1990年代末、ノーテルはなかなか利益を上げられずにいたが、株式市場では同社が光ファイバー製品から莫大な利益を上げるであろうという観測がなされ、同社の株価はかつてないレベルに高騰していった。CEOジョン・ロス（John Roth）のリーダーシップの下、同社の光ファイバー関連製品の販売は手堅く進められていたが、市場はすぐに飽和した。結果としてバブルがはじけ、ノーテルは大きな痛手を被った。
バブルが頂点に達したころ、ノーテルの時価総額はトロント証券取引所 (TSX) に上場された全企業の時価総額の3分の1を上回っていた。ノーテルの時価総額は2000年9月には3,980億カナダドルだったが、2002年8月には50億カナダドルを下回った。株価は124ドルから0.47ドルまで急落した。これにより、カナダの多くの投資家と年金基金がダメージを受け、ノーテルは6万人を解雇した。ジョン・ロスは引退し、フランク・ダン (Frank Dunn) が新CEOに就任。彼はノーテル社内の改革にある程度成功したが、財政管理上の誤りによって告発され、2004年に解雇された。ダンや以前のノーテル役員らはSECから虚偽の会計情報を公表したとして告発された。その後ウィリアム・オーウェンズ（William Owens）が新CEOに就任し、そしてマイク・ザフィロフスキー (Mike S. Zafirovski) が引き継いだ。
2004年後半、ノーテルはブランド名としてノーテルという名前を再び使うようになったが、正式社名はノーテル・ネットワークスのままである。
2009年1月14日、24億ドルの手元資金を残した上でカナダ本社として企業債権者調整法に基づき法的保護を申請。アメリカ合衆国でも連邦倒産法第11章の申請を行い法的管理化においての再建を目指した。しかし結果として、2011年8月現在ラドウェア、エリクソン、アバイヤ、日立製作所など多くの有力企業により債務を分離した上で各事業部門が分割吸収され、特許ポートフォリオ6,000件も、Apple、マイクロソフト、RIM、ソニー、EMC、エリクソンらの企業連合により45億ドルにて買収される見込みとなっている。

## 事業構造
2007年3月現在、ノーテルの従業員数は全世界で約31,500人であった。ノーテルの事業は以下の分野に分けられる 。
- キャリアネットワーク (CN): 携帯電話事業者向け製品とソリューション。CDMA、GSM、UMTSなど。
- エンタープライズソリューション (ES): 企業ネットワーク向けの各種製品とソリューション。主に電話関係。
- メトロ・イーサネット・ネットワーク (MEN): 通信事業者や企業向けのLAN/WAN製品。
- グローバルサービス (GS): ネットワーク工事、保守、管理、Webサービスなどの構築。